# Jan Minařík (Tänzer)

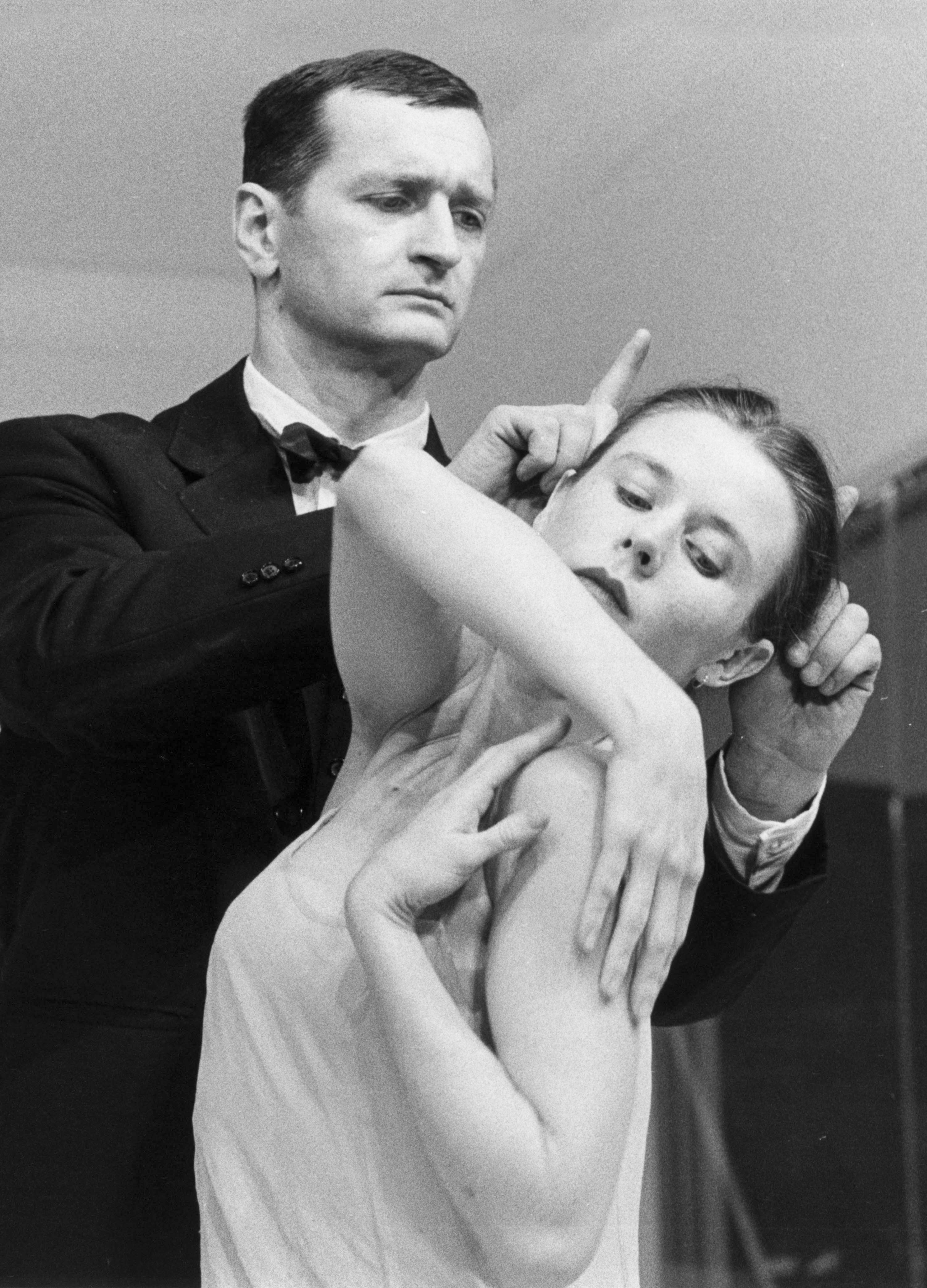
Jan Minarik und Jo Ann Endicott in Two Cigarettes in the Dark von Pina Bausch, Wuppertaler Tanztheater (1985)

Jan Minařík (international meist als Jan Minarik; * 25. August 1945 in Prag, Tschechoslowakei; † 26. Juni 2022 in Čečín, Tschechien) war ein tschechisch-deutscher Tänzer und Fotograf. Minařík war einer der wichtigsten Tänzer im Tanztheater Pina Bausch und trat auch unter dem Künstlernamen Jean Mindo auf.

## Leben
Jan Minařík machte in Prag eine Ausbildung zum Ballett-Tänzer. 1969 emigrierte er nach der Besetzung der Tschechoslowakei und fand am Tiroler Landestheater Innsbruck ein erstes Engagement. Danach wechselte er zum Ballett im Opernhaus Wuppertal, das unter Ivan Sertic eine klassische Ballett-Ästhetik präsentierte, und wurde dort Solo-Tänzer. Nachdem 1973 Intendant Arno Wüstenhöfer die Leitung der Ballets an die Choreographin Pina Bausch übergeben hatte, folgte nahezu das gesamte Ensemble seinem früheren Leiter nach. „Einer der wenigen, die in Wuppertal blieben, war Jan Minarik: Er wurde zu einem der ganz wichtigen Darsteller und Mitarbeiter des Tanztheaters“, erinnerte Pina Bausch.
Minařík beeindruckte das Publikum mit Tanzszenen, in denen er seine Kraft als Hebe- und Stützpartner der Tänzerinnen mit sensiblen und zärtlich-melancholischen Darbietungen kontrastieren konnte.
Während der Proben und der Tourneen des Ensembles machte Minařík Aufnahmen, die Fotografie betrieb er nach seinem Weggang vom aktiven Bühnenleben intensiv weiter.
1981 heiratete er Beatrice Libonati, seine Kollegin im Tanztheater Pina Bausch, mit der er eine Tochter und einen Sohn hat. Jan Minařík lebte zuletzt auf seinem Bauernhof im westlichen Tschechien.

## Filmografie
- 1985: Ein unheimlich starker Tänzer. Fernseh-Dokumentation, Deutschland, 28 Min., Buch und Regie: Anne Linsel, Produktion: WDR, Porträt des Tänzers Jan Minarik
- 1986: Beim Anhören einer Tonbandaufnahme von Béla Bartóks Oper "Herzog Blaubarts Burg". Fernsehmitschnitt einer Inszenierung im Wuppertaler Schauspielhaus, 108 Min., Produktion: ZDF, Erstausstrahlung: 31. August 1986, Besprechung:[8]